# Lukas Meijer
Lukas Meijer (født 21. august 1988) er en svensk rockmusiker, guitarist, sanger og sangskriver, som repræsenterede Polen ved Eurovision Song Contest 2018 sammen med Gromee med sangen "Light Me Up". De opnåede en 14. plads i anden semifinale, og derfor kvalificerede de sig ikke til finalen.